# Archiac
Archiac – miejscowość i gmina we Francji, w regionie Nowa Akwitania, w departamencie Charente-Maritime.
Według danych na rok 1990 gminę zamieszkiwało 837 osób, a gęstość zaludnienia wynosiła 187 osób/km² (wśród 1467 gmin regionu Poitou-Charentes Archiac plasuje się na 364. miejscu pod względem liczby ludności, natomiast pod względem powierzchni na miejscu 1093.).